# Bugatti Reef
Bugatti Reef är ett rev på Stora barriärrevet i Australien.   Det ligger cirka 165 km nordost om Mackay i delstaten Queensland.